# Chalcolepidius eschscholtzi
Chalcolepidius eschscholtzi is een keversoort uit de familie kniptorren (Elateridae). De wetenschappelijke naam van de soort is voor het eerst geldig gepubliceerd in 1833 door Chevrolat.